# Torre de Déu
Torre de Déu (tambe conegut en angles com a Tower of God o en japonés Kami no Tou) és un manhwa creat per Lee Jong-hui (이종휘), també conegut pel seu pseudònim SIU (Slave. In. Utero). Va començar el 2010 com la primera història en l'univers "Talse Uzer". Està editat i publicat de manera gratuïta per l'empresa Naver. Ha tingut un èxit absolutament increïble, i ja ha estat traduïda a l'anglès per la mateixa empresa i en altres idiomes a través de fans. El grup coreà Stray Kids ha fet l'opening "Top".

## Desenvolupament
Lee Jong-hui va estudiar arts visuals a la universitat abans d'entrar a l'exèrcit de Corea del Sud. Seguint el consell d'un superior de l'exèrict, en Jong-hui va començar a dibuixar. Durant aquest període, en Jong-hui va dibuixar l'equivalent a deu llibres practicant el dibuix, que van formar la columna del còmic Torre de Déu que va començar a crear després a Internet.

## Ambient i trama
Torre de Déu se centra en un noi anomenat "Vint-i-cinc Baam", que ha passat la seva vida atrapat a sota d'una torre misteriosa. Perseguint la seva millor amiga, ell aconsegueix obrir una porta que dona a l'interior de la Torre, i ara s'enfronta a dificultats a cada pis de la torre mentre intenta trobar la seva companya.

### La Torre
En el còmic, "La Torre" és una estructura misteriosa que està completament tancada i conté molts ambients únics. Està impregnada d'un element anomenat "Shinsoo", que té propietats estranyes. Està habitat per moltes espècies intel·ligents diferents. Viure a les plantes altes està associat amb un estatus més alt a la Torre i millors condicions de vida. Això és perquè per ascendir d'una planta a una altra s'ha de passar proves difícils de força, destresa i enginy. Al cim de la Torre hi ha les "10 Grans Famílies" que formen el govern de la Torre, amb el rei Zahard com a líder.
Cada planta es compon de tres capes: una capa externa o Torre Exterior, que serveix com a àrea residencial, una Torre Interna on la gent és avaluada, i una àrea del mig, que serveix com a xarxa que connecta cada planta. Els residents de cada planta són oferits amb l'oportunitat d'ascendir, si són "dignes" de fer-ho, amb una prova d'en Headon, el Guardià de la Primera Planta i el cuidador de la Torre. Aquestes persones són conegudes com els "Regulars Escollits". La Torre està sellada del vast i desconegut "Exterior" per unes portes impenetrables. En rares ocasions, persones extraordinàries són capaces d'obrir les portes i entrar a la Torre. Aquestes són conegudes com a "Irregulars", i el protagonista, "Vint-i-cinc Baam" n'és un.
D'acord amb l'autor, cada planta és de la mida d'Amèrica del Nord.

### Shinsoo
El Shinsoo (Hangul: 신수, Shin-soo), que es tradueix com "Aigua Divina", és una substància que es troba dins la Torre amb concentracions que varien a cada planta. A les plantes baixes, el Shinsoo és difús i passa desaparcebut, de una manera semblant a l'aire. Per altra banda, a les plantes superiors, el Shinsoo augmenta el seu poder i concentració, i es diu que és viscós i flueix, de manera similiar a l'aigua. Es necessita una gran resistència al Shinsoo per accedir a aquestes plantes. Els residents de la torre necessiten fer un contracte amb els "guardians" de cada planta per poder manipular el Shinsoo. No obstant això, els individus coneguts com a "Irregulars" semblen ser l'excepció a aquest cas, amb un d'ells (Enryu) que va aconseguir matar a un guardià suposadament immortal d'una planta.
El Shinsoo pot ser manipulat per millorar habilitats físiques, crear armes i fins i tot manipular els elements.

### Posicions
Les batalles a la Torre es fan amb un equip. Una posició és el rol que cada persona té en una batalla. Hi ha cinc posicions bàsiques: pescador, portador de llances, portador de llum, escolta i controlador d'ones.

#### Pescador
Els pescadors s'encarreguen d'activitats individuals. Ells tenen la força destructiva més gran del grup. Utilitzen inventoris desplegables per desarmar oponents, i són al centre de la batalla. Es classifiquen en dues classes: pescadors de carret i pescadors d'"Home a Home". Els pescadors de carret utilitzen el seu inventori per atacar els enemics des d'un rang intermedi, i els pescadors d'"Home a Home" ataquen cos a cos.

#### Portadors de llances
Aquesta posició utilitza llances per atacar l'enemic per l'esquena per acabar el que els pescadors han començat. Qualsevol qui ataca a distància està categoritzat com a portador de llances, fins i tot si utilitzen altres armes a part de llances, com per exemple, Shinsoo.

#### Portador de llum
Els portadors de llum il·luminen la torre fosca. Utilitzen fars per recollir dades de les batalles, analitzar-les i crear plans per l'equip. Els fars estan fets de suspendium (un mineral que els permet surar en concentracions elevades de Shinsoo). Serveixen per obtenir dades de batalles i il·luminar la torre, ja que la majoria de les batalles de la torre són en llocs foscos. Els portadors de llum poden tenir posicions frontals o posteriors. Mentre tenen posicions frontals, participen en les batalles mentre controlen els fars. Quan tenen posicions posteriors, recullen dades des de la distància. Actuen com a comandants de batalla, donant ordres, rebent suggeriments dels companys de l'equip i fent noves estratègies.

#### Escolta
Els escoltes escolten al davant de tot del front de la batalla. Utilitzen dispositius anomenats "observadors" per llegir els canvis en el Shinsoo, agafar dades visuals, ajudar el portador de llum i assistir el pescador quan carrega. Normalment porten armes lleugeres, ja que necessiten molta mobilitat. Ja que sempre es mouen en la primera línia, són qui tenen més risc d'acabar en una situació d'un contra molts, i per això aprenen habilitats de supervivència

#### Controlador d'ones
Els controladors d'ones controlen el Shinsoo per ajudar en les batalles o per superar oponents. Són els menys comuns de les cinc posicions. Aquesta posició te moltes variants. Alguns utilitzen el Shinsoo per atacar activament enemics a primera línia, mentre d'altres utilitzen el Shinsoo per canviar el curs de la batalla. Hi ha els que utilitzen el Shinsoo en batalles cos a cos i els que l'utilitzen per atacar a distància

#### Guia
Els guies són una posició especial. Guien a l'equip, i és dit que són els "beneïts" per la torre. Es diu que els guies més hàbils són capaços de predir el futur, i poden analitzar el poder d'un oponent. Se sap que hi ha dues espècies que són capaces de guiar: els nans platejats i les bruixes vermelles.

## Personatges

### Vint-i-cinc Baam
Vint-i-cinc Baam (Hangul: 스물다섯번째 밤 (Seumul-daseot-banjjae Bam); traduït literalment com Vint-i-cinquena Nit) és el protegonista de Torre de Déu. En Baam és l'Irregular més recent que ha entrat a la Torre, però per la seva jove edat i la seva innocència, les seves habilitats no s'assemblen a les que els altres Irregulars tenen.
A la història, en Baam entra a la Torre buscant a la seva amiga Rachel, l'única persona que el visitava i es preocupava per ells durant anys d'aïllament en una cova sota la Torre. Després d'entrar-hi, li diuen que totes les respostes que busca seran contestades si escala la torre, tot i que després és presentat immediatament amb una prova que sembla impossible i mortal. En Baam la passa, i és permès moure's a la segona planta, on tots els Regulars comencen la seva ascenció. Durant el còmic, en Baam fa diversos amics entre tots els candidats, i junts, passen moltes proves de les plantes.
En Baam torna sis anys després, utilitzant el sobrenom de Jyu Viole Grace. Durant aquest temps, en Baam està sota control del famós grup que s'oposa al govern anomenat FUG, forçat a cooperar per mantenir els seus antics amics segurs.

### Rachel
Rachel (Hangul: 라헬; RR: Rahel) era la millor amiga d'en Baam abans d'entrar a la Torre i convertir-se en una Irregular. Ella vol veure les estrelles en el cel nocturn a dalt de la Torre i està disposada a fer qualsevol cosa per aconseguir-ho. Aquest desig ve de la seva por de la foscor de la nit. Més tard, ella és ferida i fa veure que s'ha quedat invàlida, i en Baam diu que "serà les seves cames" i l'ajudarà a continuar escalant la Torre. En una prova, decideix trair a en Baam i aparentment el mata. Ella convenç els seus amics que en Baam va morir protegint-la i s'aprofita de la tristesa del grup que vol continuar la tasca que en Baam havia començat: portar-la fins a dalt de la torre.

### Khun Aguero Agnis
Khun Aguero Agnis (Hangul: 쿤 아게로 아그니스; RR: Kun Agero Ageuneseu) és part de d'una de les 10 Grans Famílies que van escalar la Torre per primera vegada, i és el fill del Ranker Khun Eduan. Ell coneix a en Baam en la primera prova de la segona planta, i el considera prou interessant com per acompanyar-lo i ajudar-lo mentre escalen la torre. Ell i Rak ràpidament es fan els millors amics d'en Baam. Normalment ocupa la posició de Portador de llum, però s'ha demostrat que pot fer combats cos a cos si la situació ho demana.